# 吉井電気
吉井電気株式会社（よしいでんき、英: YOSHII ELECTRIC Co.,Ltd.）は群馬県高崎市に本社を置く日本の総合卸商社である。
営業品目は、家庭電化製品、住宅設備機器、輸入民生機器、ギフト関連商品。
また、プライベートブランド「Abitelax（アビテラックス）」「Coconir（ココニル）」でも商品を展開している。
過去には、「Elabitax（エラヴィタックス）」「Convesta（コンヴェスタ）」の名前のプライベートブランドもヤマダ電機に展開していたが、2016年3月に契約終了に伴い廃止された。

## Abitelax
同社のプライベートブランドとして、冷蔵庫・電子レンジ・グリル鍋などといった白物家電を中心に展開している。ブランド名称は1998年から商標登録している。当初はヤマダ電機専用ブランドとして展開していたが、2016年頃より他の家電量販店やディスカウントストアへも供給している。
ブランドコンセプトは「お客様の生活環境をより楽しく楽に手助けする」。
自社で製造はしていない。中国や台湾を中心に海外企業に委託して設計・生産されたものを同社が輸入販売する形態である。

### 評価
- 2015年12月2日放送のヒルナンデス!（日本テレビ）で「楽しい技アリ家電ベスト10」の第1位にアビテラックス グリル鍋が選出された[6]。
- 2020年5月、ウーマンリサーチの「女性が選ぶコーヒーメーカー利用満足度（ドリップ式/ミル機能なし部門）」にて、3位に選出された[7]。

## Coconir
2024年2月から開始された新プライベートブランド。Coconirの名称は、Cocon（繭）とAvenir（未来）を合わせた造語で、お客様の暮らしにやさしく寄り添う商品を目標としている。ナチュラルシーリングライト、ハイポジション扇風機、災害常備ポーチなどをラインナップしている。

## 沿革
- 1950年12月25日、松下電器産業及び松下電工の販売代理店として高崎市成田町で創業[5]。
- 間もなく松下以外の製品も扱うようになり、家電総合卸商社に転身[5]。
- 1960年、本社を高崎市飯塚町に移転[5]。
- 1965年3月、松下電器製品の販売部門を西群馬ナショナル製品販売と北埼玉ナショナル販売として分離独立。これらの会社は、1981年5月に関東松下ライフエレクトロニクスと埼玉松下ライフエレクトロニクスにそれぞれ統合され、2001年4月1日に松下家電ホールディングに買収[9]されたことで吉井電気との資本関係はなくなった。
- 1998年頃、プライベートブランド「Abitelax」「Elabitax」の展開を開始。
- 2016年3月、プライベートブランド「Elabitax」を終了。
- 2024年2月、プライベートブランド「Coconir」の展開を開始[8]。

### 歴代社長
| 代   | 氏名     | 在任期間              | 備考                                                                       |
| ---- | -------- | --------------------- | -------------------------------------------------------------------------- |
| 初代 | 吉井孝夫 | 1950年 - 2013年8月    | 創業者                                                                     |
| 2代  | 吉井雅夫 | 2013年9月 - 2015年2月 | 創業者の娘婿。急逝に伴い退任                                               |
| 3代  | 吉井透   | 2015年2月 -           | 2代目の子。30歳で就任。 会長の吉井弘子は創業者の娘、2代目の妻、3代目の母。 |

## 拠点
- 高崎本社

- 支社
  - 東京支社
  - 関西支社
- 支店
  - 札幌支店
  - 仙台支店
  - 小山支店
  - 新潟支店
  - 名古屋支店
  - 福岡支店
- 営業所
  - 千葉営業所
  - 広島営業所
  - 鹿児島営業所
  - 沖縄営業所 - 2004年9月開所
- 物流センター
  - 太田物流センター